# Bataille de Ceuta (1182)
Pour les articles homonymes, voir Bataille de Ceuta.
La bataille de Ceuta est menée en 1182, et oppose les flottes portugaises et almohades au large de Ceuta. Les Portugais subissent un cuisant échec, perdant une très grande partie de leur flotte ainsi que leur célèbre amiral Fuas Roupinho.

## Contexte
En 1180, le Portugal arme sa première flotte de l'histoire, et remporte des succès importants contre les navires almohades au cap Espichel,, puis à Ceuta,.
En juin 1182, la flotte portugaise subit un cuisant échec contre les flottes almohades de Ceuta et Séville lors de la bataille de Silves, où les Portugais perdent 20 à 30 navires avec 1 800 prisonniers,.

## Déroulement
En 1182, après l'échec près de Silves, Fuas Roupinho, amiral de la flotte portugaise, décide de lancer un nouveau raid sur Ceuta. La flotte almohade intercepte les Portugais près de Ceuta, puis détruit complètement leur flotte. L'amiral Fuas Roupinho est tué, et très peu de navires portugais parviennent à rentrer à Lisbonne.

## Sources

### Sources bibliographiques
1. 1 2  Cressier 2006, p. 82
2. 1 2  Schäfer et Manuel Francisco 1844, p. 48
3. ↑  Cherif 1996, p. 106
4. ↑  Picard 1997, p. 182
5. ↑  Archives berbères 1955, p. 91

#### Francophone
- Mohamed Cherif, Ceuta aux époques almohade et mérinide, Harmattan, 1996, 229 p. (lire en ligne)
- Christophe Picard, L'océan Atlantique musulman : de la conquête arabe à l'époque almohade : navigation et mise en valeur des côtes d'al-Andalus et du Maghreb occidental (Portugal-Espagne-Maroc), Maisonneuve & Larose, 1997, 618 p. (lire en ligne)
- Patrice Cressier, La maîtrise de l'eau en al-Andalus : paysages, pratiques et techniques, Casa de Velazquez, 2006, 345 p. (lire en ligne)
- Hespéris : Archives berbères et Bulletin de l'Institut des hautes études marocaines : Tome 42, Paris, Larose, 1955 (lire en ligne)
- Heinrich Schäfer et Manuel Francisco de Barros e Sousa Santarém, Histoire de Portugal : depuis sa séperation de la Castille jusqu'à nos jours · Volume 1, Parent-Desbarres, 1840, 588 p. (lire en ligne)